# Clypeopygus
Clypeopygus is een geslacht van uitgestorven zee-egels uit de familie Nucleolitidae. Vertegenwoordigers van dit geslacht zijn slechts als fossiel bekend.

## Soorten
- Clypeopygus bulgaricus Tzankov, 1934 †
- Clypeopygus dallonii Lambert, 1935 †
- Clypeopygus damujiensis Sánchez Roig, 1952 †
- Clypeopygus habanensis Weisbord, 1934 †